# 哈雷德島
62°24′27″N 5°56′20″E / 62.4076°N 5.9389°E

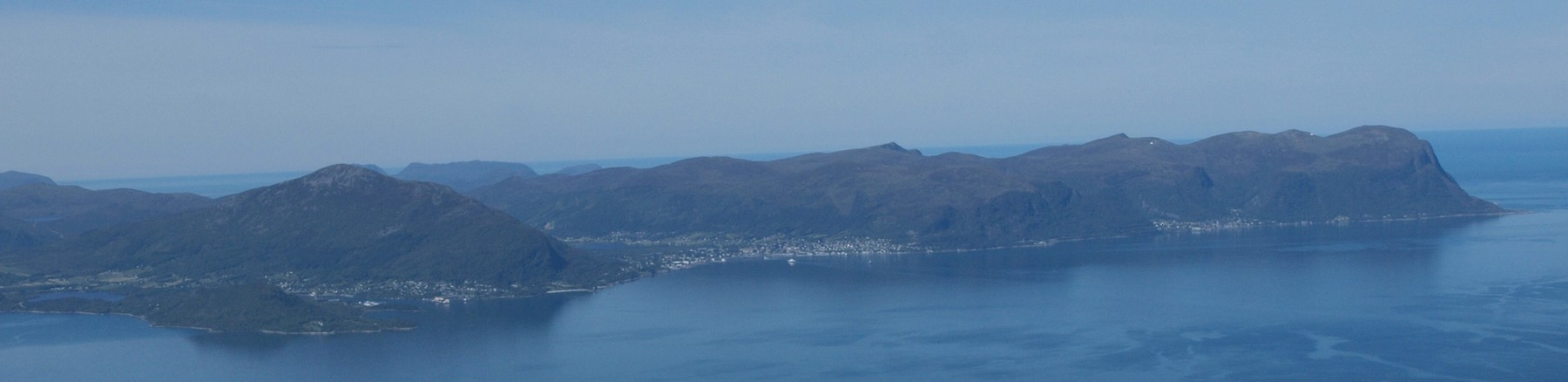

哈雷德島是挪威的島嶼，位於該國西部大西洋海域，由默勒-魯姆斯達爾郡負責管轄，長20公里、寬15公里，面積165平方公里，最高點海拔高度697米，2008年人口11,687。